# Сейтжан, Кенжегул Социалулы
Кенжегул Социалулы Сейтжан (каз. Кенжеғұл Социалұлы Сейтжан; род. 29 июля 1982 года, Амангельды, Амангельдинский район, Кустанайская область, Казахская ССР) — казахстанский общественный деятель, спортсмен-паралимпиец, депутат мажилиса парламента Казахстана VIII созыва (с 2023 года).

## Биография
Младший из 20 детей в семье. В 6 лет упал с коня и получил травму, которая повлияла на зрение. Врачи трижды делали операции, которые не помогли — у Кенжегула осталось шестипроцентное зрение на один глаз.
В 1991—2003 годах учился в специальной школе-интернате № 4 для слепых и слабовидящих детей имени Н. Островского в Алма-Ате. В 2007 году окончил бакалавриат по специальности «История. Основы права и экономики» в Казахском национальном университете имени аль-Фараби, в 2015 году получил степень магистра в Редингском университете по специальности «Образование (лидерство и менеджмент)».
Трудовую деятельность начал в 2007 году учителем истории в общеобразовательной школе № 7 Медеуского района Алма-Аты. В 2017—2022 годах работал менеджером по социальным программам в реабилитационном центре «Мейірім» для детей с инвалидностью. В 2017—2022 годах работал директором в гостиничном бизнесе.
В студенческие годы начал заниматься паралимпийскими видами спорта. Участвовал на чемпионатах мира по паралимпийскому скалолазанию в 2016 и 2019 годах, проходивших во Франции, заняв оба раза седьмое место. В 2017 и 2019 годах становился чемпионом Казахстана по голболу, также побеждал в кубках по голболу в 2020, 2021, 2022 годах. Победитель чемпионатов Казахстана по паравелоспорту в 2021 (Петропавловск), 2022 (Актау), 2022 (Бурабай) годах. Бронзовый медалист чемпионата Азии по паравелоспорту в 2022 году (Душанбе, Таджикистан). Кандидат в мастера спорта по голболу. Мастер спорта Республики Казахстан по паравелоспорту.
В 2016—2022 годах занимал пост генерального секретаря Казахстанской федерации голбола. В 2019—2021 годах — вице-президент Казахстанской федерации паравелоспорта. С 2022 года является президентом Федерации голбола города Астаны. В 2021—2023 годах — президент Казахстанской федерации паравелоспорта.
С 29 марта 2023 года — депутат Мажилиса Парламента Республики Казахстан VIII созыва по партийному списку Народной партии Казахстана.
В октябре 2023 года принял участие на Азиатских Параиграх 2022 в Ханчжоу, на которых в тандеме с Антоном Лаврентьевым завоевал две бронзовые медали в велоспорте.
2 февраля 2024 года президент Казахстана Касым-Жомарт Токаев назначил Кенжегула Сейтжана Уполномоченным по правам социально уязвимых категорий населения при президенте Республики Казахстан.